# Raparna lugubris
Raparna lugubris är en fjärilsart som beskrevs av Turner 1922. Raparna lugubris ingår i släktet Raparna och familjen nattflyn. Inga underarter finns listade.